# Lagunas de Plantados y Agón
Las lagunas de Plantados y Agón son dos lagunas de interés ambiental en Bisimbre y Agón (España), que conforman  un espacio protegido bajo múltiples figuras legales.

## Descripción
Situado en una cuenca cenozoica continental, el entorno es un lugar de interés geológico (LIG) para el Instituto Geológico y Minero de España por su valor hidrogeológico. La laguna se genera por la acumulación endorreica de agua en medio de una zona mayormente llana, con una carácter estacional según la climatología. Esta dinámica supone la concentración de sal en la zona de la laguna, con floraciones de mineral salino que generan un ecosistema halófilo con abundancia de juncos y matorrales y presencia de especies de interés como los musgos Pterygoneurum subsessile y Riella helicophylla (Bory & Mont.) Mont. Ha sido listado como humedal singular de Aragón por el gobierno autonómico.
Aparte de la vegetación, los humedales conforman un refugio de aves acuáticas, con sesenta y siete especies distintas habiendo sido listadas para el sitio. La zona forma particularmente parte de un corredor biológico usado por las aves migratorias en el valle del Ebro, junto al más grande embalse de La Loteta, en medio de una zona rodeada de parques eólicos. El espacio ha sido objeto de varios proyectos divulgativos y de conservación ornitológica.
Con la aprobación de la Directiva Hábitats, el espacio fue propuesto como Lugar de Interés Comunitario (LIC) en 2000, siendo confirmado en 2006. 
En 2021 su protección fue extendida como zona especial de conservación.